# Maniema
Maniema é uma província da República Democrática do Congo. Sua capital é a cidade de Quindu. Possui uma área de 132.520 km² e sua população é de 1.246.787 habitantes.
A reforma da administração territorial da Constituição de 2006 não alterou os limites de Maniema.